# Cejpové z Peclinovce

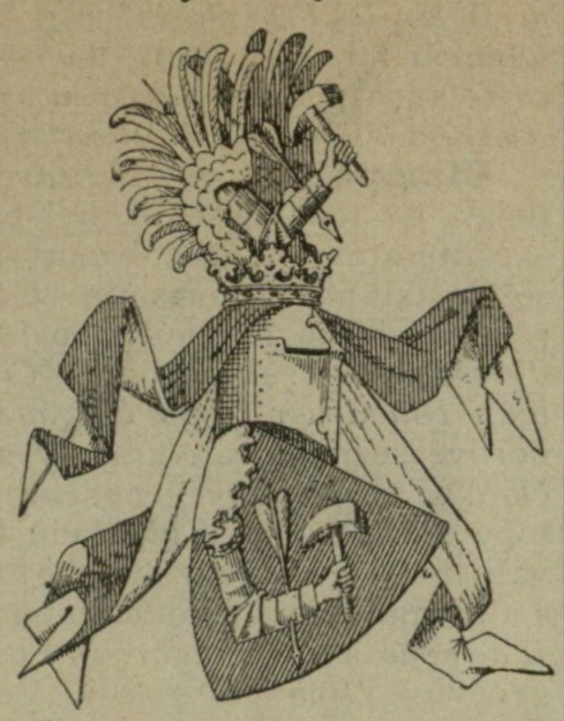
Erb Cejpů z Peclinovce

Cejpové z Peclinovce byla stará patricijská (měšťanská) rodina v Hradci Králové. Za zakladatele rodu je považován Martin Cejp z Peclinovce. Erb a přídomek (predikát) „z Peclinovce“ získal právě on majestátem Ferdinanda I. ze dne 15. září 1557.

## Rodový erb
Rodový erb měl podobu červeného štítu, v němž je hlavním motivem šípem prostřelená ruka držící perlík/kladivo. Rameno ruky vychází z oblak. Nad štítem je umístěna přilba s točenicí a s přikyvadly. Celkovou kompozici doplňují dvě orlí křídla jako klenot.

## Zakladatel rodu

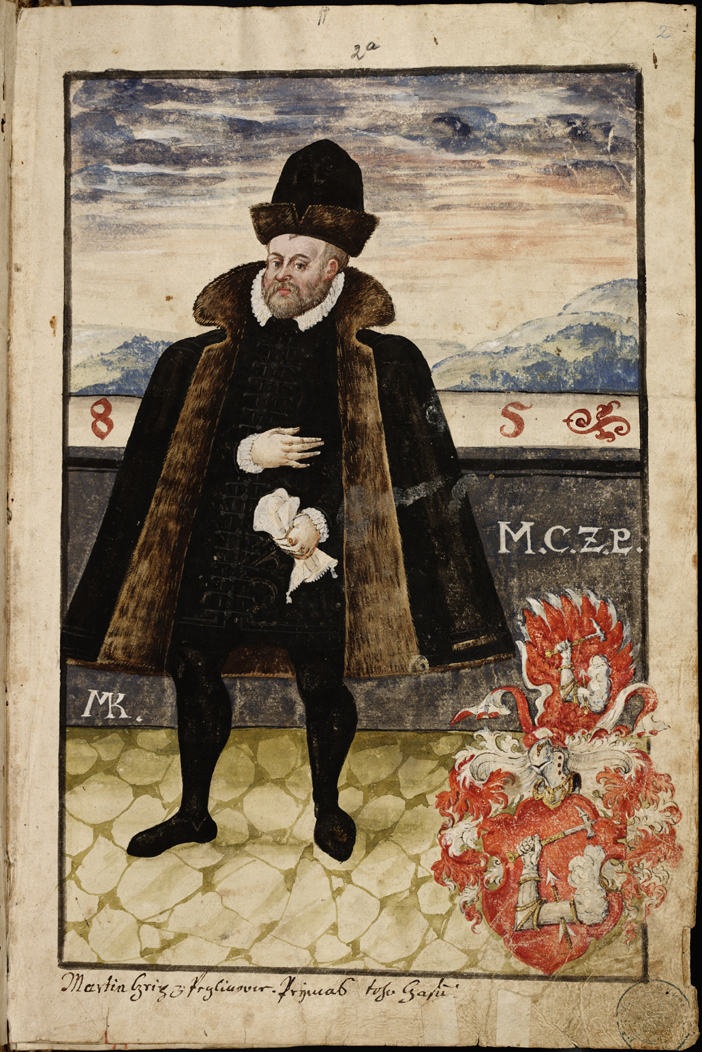
Martin Cejp z Peclinovce

Zakladatelem rodu byl Martin Cejp z Peclinovce (1544 – 19. srpna 1599), městský konšel a dlouholetý primas Hradce Králové, který ve správě města působil 31 let.

## Další příslušníci rodu
Ze tří manželství Martina Cejpa vzešlo celkově 11 dětí. Nejvíce informací se dochovalo k nejmladšímu synovi Samuelovi (1598 – cca 1640), který se jako jediný dožil vyššího věku (zemřel kolem roku 1640) a který umožnil i další pokračování rodu. Samuel měl pět dětí, z toho tři syny (Samuela Václava, Jana Jiřího a Jindřicha) a dvě dcery (Dorotu, provdanou Kameníkovou, a Ludmilu, provdanou Stříbrskou).

### Linie Samuea Václava

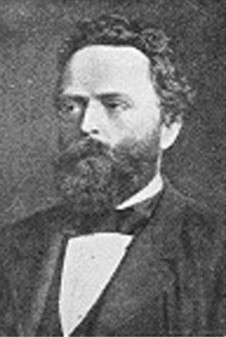
Jan Bohumil Ceyp z Peclinovce

Samuel Václav Cejp z Peclinovce (1630 – 10. září 1705) byl synem Samuela a vnukem Martina Cejpa. Také se věnoval městské správě, když byl obecním radním (1669), primasem (1688) a císařským rychtářem (1693). Byl velmi pobožný. V chrámu sv. Ducha v Hradci Králové nechal vyrobit oltář tří králů, na němž je umístěn rodový erb i jeho jméno. V roce 1701 nechal před oltář ještě darovat stříbrnou lampu. Podporoval také místní jezuity. Zemřel dne 10. září 1705 na mozkovou mrtvici, a to ve věku 75 let.
V rodové linii Samuela Václava pokračoval jeho syn Václav Antonín Cejp z Peclinovce (1668–1755), který působil jako královéhradecký senátor/radní (1714–1729). Synem Václava Antonína byl Josef Mathias (1710–1758), který měl syna jménem Jan (nazýván také jako Jan starší), jenž byl poštmistrem v Hořicích. Zemřel v roce 1805. V další generaci se v roce 1790 narodil Jan Nepomuk František Cejp z Peclinovce, knížecí úředník v Lipce. Pravděpodobně se jedná o stejnou osobu, jakou je Jan, pojezdný ve Žlebích, který zemřel v roce 1847.
Jeho syn Jan Bohumil Cejp z Peclinovce (1835–1879) se stal lékařem ústavu choromyslných, mj. v Praze na Karlově náměstí. Narodil se v Lipce na Chrudimsku. Do školy chodil v Havlíčkově, tehdy Německém, Brodě. V Praze poté absolvoval vysokoškolské vzdělání v oboru medicíny, které dokončil v roce 1861. Od získání doktorátu až do smrti pracoval v léčebně choromyslných v Havlíčkově Brodě. Věnoval se poezii a později publikoval odborné lékařské statě. Zasloužil se o ustálení české lékařské terminologie. Zemřel v Praze. Rybička uvádí, že byl posledním mužským potomkem tohoto východočeského rytířského rodu se středověkými kořeny, nicméně jiný zdroj uvádí, že potomci rodu žijí dále.

### Linie Jana Jiřího
Mladší bratr Jan Jiří byl rovněž starším obecním (1677).

### Linie Jindřicha
Jindřich Cejp z Peclinovce (1624/1644 – 1. srpna 1715) byl dalším z bratrů. Byl také starším radním (1694) a úředníkem obecních statků. Jeho manželka Anna se narodila v roce 1652 a zemřela 12. července 1685. Jindřich zemřel ve vysokém věku přibližně 70 let v létě roku 1715. Pochován byl do rodové hrobky u oltáře sv. Škapulíře v chrámu sv. Ducha.
Jeho synem byl Václav Erhart Cejp z Peclinovce, narozený dne 14. srpna 1670. Zemřel v roce 1755, tedy ve věku min. 84 let. S manželkou Magdalenou měl dceru Veroniku Dorotu provdanou Kemlinkovou, která si za manžela si vzala Jiřího Kemlinka, s nímž měla syna Františka. Z dalších generací potomků vzešel i pozdější hradecký purkmistr Alois Kemlink.
Dalším z rodu byl Ferdinand (Ferdinand Josef) Cejp, který působil jako městský syndikus (písař nebo tajemník) a jménem primase a městské rady v roce 1721 uvítal nového místního biskupa Václava Františka Karla z Košína. V květnu 1723 měl nastoupit do městské rady. Vzhledem k vážnému onemocnění však již 25. června 1723 zemřel.
Rudolf Felix Cejp z Peclinovce byl pardubický písař v letech 1659 až 1691. Jedná se o autora pamětních spisů uložených do veřejných objektů (např. dne 17. května 1661 do Zelené věže či roku.1666 do zámecké věže a do kostela sv. Bartoloměje).

### Další členové rodu
- František, služebník radní, 1729 hejtman při milici městské.
- Karel Cejp (1900–1979), český mykolog a fytopatolog, profesor Univerzity Karlovy